# Geolycosa altera
Geolycosa altera är en spindelart som beskrevs av Roewer 1955. Geolycosa altera ingår i släktet Geolycosa och familjen vargspindlar.
Artens utbredningsområde är Iran. Inga underarter finns listade i Catalogue of Life.